# COLORFUL POP
『COLORFUL POP』（カラフル・ポップ）は、日本の女性音楽ユニットE-girlsの2枚目となるオリジナル・アルバム。2014年3月19日にrhythm zoneより発売された。

## 概要
前作『Lesson 1』よりおよそ11ヶ月ぶりとなるE-girlsのセカンド・アルバムである。
CDには、映画『謝罪の王様』の主題歌にもなった「ごめんなさいのKissing You」や「クルクル」「Diamond Only」といったシングル曲を含む14曲が収録されている。
DVDには、今までリリースした全3曲とイエロー・マジック・オーケストラ（YMO）の「ライディーン」をカバー（実際はサンプリング）した楽曲「RYDEEN 〜Dance All Night〜」のミュージック・ビデオを収録。更に、初回限定盤のみBonus Trackとして「ごめんなさいのKissing You」の『謝罪の王様』エンディングムービー・スペシャルエディションも収録されている。

## 収録曲

### Disc1/CD
1. RYDEEN 〜Dance All Night〜 (5:33)
作詞：Maria Okada、MNDR / 作曲：Yukihiro Takahashi / 編曲：CLARABELL
  - YMOの同名曲のカバー（実際はサンプリング）楽曲
  - ボーカルはDreamのShizukaとErie、Happinessの藤井夏恋、Flowerの鷲尾伶菜。
2. ごめんなさいのKissing You (3:41)
作詞：Yu Shimoji / 作曲・編曲：CLARABELL
  - 6thシングル表題曲
3. Diamond Only (3:47)
作詞：Shoko Fujibayashi / 作曲・編曲：Erik Lidbom・Albi Albertsson
  - 8thシングル表題曲
4. A S A P (3:28)
作詞：Yu Shimoji / 作曲・編曲：Kanata Okajima、Albi Albertsson、Ricky Hanley
  - 映画「女子ーズ」主題歌[9]
  - ボーカルはDreamのShizukaとErie、Flowerの市來杏香、武部柚那。
5. Fancy Baby (3:26)
作詞:Kanata Okajima / 作曲：John Hallgren、Kanata Okajima / 編曲：John Hallgren for Line out production
  - 6thシングルのカップリング
  - ボーカルはHappinessの川本璃、武部柚那。
6. サヨナラ (3:44)
作詞：Masato Odake / 作曲：Kohei Yokono、ULO / 編曲：Kohei Yokono
  - 7thシングルのカップリング
  - ボーカルは、DreamのShizuka、Flowerの鷲尾伶菜。
7. 未来へ (4:53)
作詞：Natsumi Watanabe / 作曲：Naoko Kawakami / 編曲：Masaki Iehara
  - ボーカルはDreamのShizukaとAmi、Flowerの鷲尾伶菜。
8. CHEWING GUM (3:28)
作詞：Shoko Fujibayashi / 作曲・編曲：CLARABELL
  - ボーカルはDreamのAmi、Flowerの市來杏香、武部柚那。
9. クルクル (3:52)
作詞：Jam9、Yu Shimoji、作曲：Jam9、ArmySlick / 編曲：ArmySlick
  - 7thシングル表題曲
10. I Heard A Rumour 〜ウワサWassap!〜 (3:36)
作詞・作曲：Matthew James Aitken、Sarah Elizabeth Dallin、Siobhan Fahey、Alan Peter Waterman、Keren Jane Woodward、Mike Stock / 日本語詞：Shoko Fujibayashi / 編曲：ArmySlick
  - 7thシングルのカップリング
11. 恋のブギ・ウギ・トレイン (4:22)
作詞：Minako Yoshida / 作曲：Tatsuro Yamashita / 編曲：Yuta Nakano
  - 6thシングルのカップリング
12. Winter Love 〜愛の贈り物〜 (3:48)
作詞：Dr. Queen B、Emyli / 作曲・編曲：Dr. Queen B
  - 7thシングルのカップリング
13. 約束の場所 (4:19)
作詞：Jam9 / 作曲：Jam9・ArmySlick / 編曲：ArmySlick
  - ボーカルはE-girls内のボーカル全員。
14. Follow Me -COLORFUL ROCK- (4:04)
作詞：Shoko Fujibayashi、作曲：Jam9、ArmySlick / 編曲：Kohei Yokono
  - ロックにアレンジした3rdシングルの表題曲

### Disc2/DVD
| #  | タイトル | 作詞 | 作曲・編曲 |
| -- | --- | ---- | ---------- |
| 1. | 「ごめんなさいのKissing You【Video Clip】」                                                                                  |      |            |
| 2. | 「クルクル【Video Clip】」                                                                                                   |      |            |
| 3. | 「Diamond Only【Video Clip】」                                                                                               |      |            |
| 4. | 「RYDEEN 〜Dance All Night〜【Video Clip】」                                                                                 |      |            |
| 5. | 「ごめんなさいのKissing You 〜映画『謝罪の王様』エンディングムービー・スペシャルエディション〜【Bonus Clip】初回限定盤のみ」 |      |            |